# جام باشگاه‌های تهران ۱۳۶۸
جام باشگاه‌های تهران ۱۳۶۸ دوره‌ای از مسابقات جام باشگاه‌های تهران بود که از فروردین سال ۱۳۶۸ آغاز شد و تا اوایل اسفند همان سال ادامه داشت. تیم پرسپولیس در این دوره از بازیها به مقام قهرمانی رسید.
تیم استقلال دوم شد و تیم پاس نیز مقام سومی را کسب کرد.

## جدول رده‌بندی
| رتبه | باشگاه           | بازی | برد | مساوی | باخت | گل‌زده | گل‌خورده | امتیاز |
| ---- | ---------------- | ---- | --- | ----- | ---- | ----- | ------- | ------ |
| ۱    | پرسپولیس         | ۱۵   | ۱۲  | ۲     | ۱    | ۲۸    | ۶       | ۲۶     |
| ۲    | استقلال          | ۱۵   | ۱۱  | ۲     | ۲    | ۲۴    | ۷       | ۲۴     |
| ۳    | پاس              | ۱۵   | ۹   | ۴     | ۲    | ۲۲    | ۱۰      | ۲۲     |
| ۴    | شاهین            | ۱۵   | ۶   | ۸     | ۱    | ۱۶    | ۷       | ۲۰     |
| ۵    | وحدت             | ۱۵   | ۶   | ۷     | ۲    | ۱۸    | ۱۳      | ۱۹     |
| ۶    | عقاب             | ۱۵   | ۶   | ۵     | ۴    | ۱۲    | ۱۴      | ۱۷     |
| ۷    | نیروی زمینی      | ۱۵   | ۵   | ۶     | ۴    | ۱۳    | ۱۰      | ۱۶     |
| ۸    | بنیاد شهید       | ۱۵   | ۵   | ۵     | ۵    | ۱۲    | ۱۰      | ۱۵     |
| ۹    | راه‌آهن           | ۱۵   | ۳   | ۶     | ۶    | ۹     | ۱۷      | ۱۲     |
| ۱۰   | دارایی           | ۱۵   | ۲   | ۷     | ۶    | ۱۰    | ۱۷      | ۱۱     |
| ۱۱   | گسترش            | ۱۵   | ۲   | ۷     | ۶    | ۹     | ۱۲      | ۱۱     |
| ۱۲   | بانک صنعت و معدن | ۱۵   | ۳   | ۴     | ۸    | ۷     | ۱۳      | ۱۰     |
| ۱۳   | ژاندارمری        | ۱۵   | ۳   | ۴     | ۸    | ۸     | ۱۷      | ۱۰     |
| ۱۴   | بانک سپه         | ۱۵   | ۳   | ۳     | ۹    | ۷     | ۱۸      | ۹      |
| ۱۵   | تهران‌جوان        | ۱۵   | ۲   | ۵     | ۸    | ۱۱    | ۲۰      | ۹      |
| ۱۶   | بانک ملی         | ۱۵   | ۱   | ۷     | ۷    | ۹     | ۲۳      | ۹      |

منبع

## گلزنان برتر
| # | گلزنان | تعداد گل | تیم |
| - | ------ | -------- | --- |
| ۱ |        |          |     |